# Kalasan
Kalasan ist ein Distrikt (Kecamatan) im Regierungsbezirk (Kabupaten) Sleman der Sonderregion Yogyakarta im Süden der Insel Java. Der Kecamatan liegt im Osten des Kabupatens. Ende 2021 zählte der Distrikt 	84.038 Einwohner auf 35,84 km² Fläche.

## Geographie
Er hat folgende Kecamatan als Nachbarn:
| Richtung0000 | Name Kec.      | Kabupaten | Provinz     |
| Norden       | Ngemplak       | Sleman    | DIY*        |
| Nordosten    | Manisrenggo    | Klaten    | Zentraljava |
| Südosten     | Prambanan      | Sleman    | DIY         |
| Osten        | Prambanan      | Klaten    | Zentraljava |
| Süden        | Berbah         | Sleman    | DIY         |
| Westen       | Depok/Ngemplak | Sleman    | DIY         |

* D.I.Yogyakarta

## Verwaltungsgliederung
Der Kecamatan (auch Kapanewon genannt) gliedert sich in vier ländliche Dörfer (Desa, auch Kalurahan genannt):
| PUM-Code 1    | Desa         | Fläche (km²) | Bevölkerung zur Volkszählung 2 | Bevölkerung zur Volkszählung 2 | Bevölkerung zur Volkszählung 2 | Bevölkerung zur Volkszählung 2 | Bevölkerung zur Volkszählung 2 | Bevölkerung zur Volkszählung 2 | Padu- kuhan 4 | RW/ RT 5 |
| PUM-Code 1    | Desa         | Fläche (km²) | 002000                         | 002010                         | Männer                         | Frauen                         | 2020                           | Dichte 3                       | Padu- kuhan 4 | RW/ RT 5 |
| ------------- | ------------ | ------------ | ------------------------------ | ------------------------------ | ------------------------------ | ------------------------------ | ------------------------------ | ------------------------------ | ------------- | -------- |
| 34.04.10.2001 | Purwomartani | 12,05        | 24.613                         | 34.342                         | 19.243                         | 19.418                         | 38.661                         | 3.208,38                       | 21            | 59/207   |
| 34.04.10.2002 | Tirtomartani | 7,53         | 12.411                         | 15.733                         | 8.804                          | 8.996                          | 17.800                         | 2.363,88                       | 17            | 39/134   |
| 34.04.10.2003 | Tamanmartani | 7,3          | 12.289                         | 14.611                         | 8.156                          | 8.306                          | 16.462                         | 2.255,07                       | 22            | 48/127   |
| 34.04.10.2004 | Selomartani  | 8,96         | 9.470                          | 11.472                         | 6.657                          | 6.583                          | 13.240                         | 1.477,68                       | 20            | 45/103   |
| 34.04.10      | Kec. Kalasan | 35,84        | 58.783                         | 76.158                         | 42.860                         | 43.303                         | 86.163                         | 2.404,10                       | 80            | 191/571  |

* Alternative Schreibweise der Dörfer (BPS): Purwo Martani, Tirto Martani, Taman Martani und. Selo Martani

## Demographie
Grobeinteilung der Bevölkerung nach Altersgruppen (zum Zensus 2020)
| Altersgruppen | 00Männer | 00Frauen | zusammen |
| ------------- | -------- | -------- | -------- |
| 0 – 14        | 9.659    | 9.111    | 18.770   |
| 15 – 64       | 29.897   | 30.296   | 60.193   |
| 65+           | 3.304    | 3.896    | 7.200    |
| gesamt        | 42.860   | 43.303   | 86.163   |
| anteilig (%)  |          |          |          |
| 0 – 14        | 22,54    | 21,04    | 21,78    |
| 15 – 64       | 69,76    | 69,96    | 69,86    |
| 65+           | 7,71     | 9,00     | 8,36     |

### Bevölkerungsentwicklung
In den Ergebnissen der sieben Volkszählungen seit 1961 ist folgende Entwicklung ersichtlich:
| Einheit/Jahr     | 1961         | 1971         | 1980         | 1990         | 2000         | 2010         | 2020         |
| ---------------- | ------------ | ------------ | ------------ | ------------ | ------------ | ------------ | ------------ |
| Kec. Kalasan     | 34.494       | 38.745       | 43.543       | 47.918       | 58.783       | 76.158       | 86.163       |
| Anteil in %      | 6,68         | 6,59         | 6,43         | 6,14         | 6,52         | 6,97         | 7,65         |
| Kab. Sleman      | 516.653      | 588.313      | 677.323      | 780.334      | 901.377      | 1.093.110    | 1.125.804    |
| Sonderregion DIY | 00 2.231.062 | 00 2.487.177 | 00 2.750.025 | 00 2.912.611 | 00 3.120.478 | 00 3.457.491 | 00 3.66.8719 |